# Grön knivfisk
Grön knivfisk (Eigenmannia virescens) är en fiskart som först beskrevs av Valenciennes, 1836.  Grön knivfisk ingår i släktet Eigenmannia och familjen Sternopygidae. Inga underarter finns listade i Catalogue of Life.